# Demonax insuetus
Demonax insuetus là một loài bọ cánh cứng trong họ Cerambycidae.